# Istituto storico grossetano della Resistenza e dell'età contemporanea
L'Istituto storico grossetano della Resistenza e dell'età contemporanea è un ente di ricerca storica con sede a Grosseto, associato all'Istituto nazionale Ferruccio Parri. Rete degli istituti per la Storia della Resistenza e dell'età contemporanea (INSMLI).
L'ISGREC promuove lo studio della storia contemporanea e della memoria della Resistenza italiana, con una particolare attenzione verso la Toscana meridionale. Ente accreditato per la formazione dal Ministero dell'istruzione, dell'università e della ricerca, è attivo anche nel campo editoriale con una collana di libri (Quaderni ISGREC), dossier didattici e prodotti multimediali come documentari, mostre fotografiche e performance artistiche. L'istituto è parte del Servizio civile regionale.

## Patrimonio documentario

### Biblioteca
L'ISGREC ospita una biblioteca specializzata in storia moderna e contemporanea, con un cospicuo fondo dedicato alla storia locale della Maremma. La biblioteca, aderente alla Rete provinciale delle biblioteche (GROBAC) si trova collocata nella medesima struttura dell'istituto, un edificio rurale nella "Cittadella dello studente", e dispone di un patrimonio documentario di circa 20 000 unità. Il 18 ottobre 2014, la biblioteca viene intitolata al fondatore Francesco Chioccon, in occasione del decennale della sua morte. Nel 2018 la biblioteca incorpora un copioso fondo librario donato da Mario Mirri, professore di storia moderna dell'Università di Pisa.

### Archivio
L'archivio storico dell'ISGREC conta in custodia, a norma del decreto legislativo 42/2004 "codice dei beni culturali e del paesaggio", più di 200 metri lineari di documenti composti da oltre 600 unità archivistiche di materiali tra cartacei e multimediali. È composto dai seguenti fondi
- Fondo ANPI del Comitato Provinciale "Norma Parenti" di Grosseto
- Fondo Aristeo Banchi
- Fondo Menichetti – Bucci
- Fondo Francesco Chioccon
- Fondo del Comitato Provinciale di Liberazione Nazionale di Grosseto
- Fondo del Comitato di Liberazione di Manciano
- Fondo Enaoli
- Fondo Aldo Guerrini
- Fondo Antonio Meocci
- Fondo Guglielmo Nencini
- Archivio della Federazione provinciale del PCI/PDS
- Fondo della Sezione provinciale grossetana della Democrazia Cristiana
- Fondo Adolfo Turbanti
- Fondo Carlo Ricchini
- Fondo Marino Egisti
- Fondo Luciano Mazzanti
- Fondo del Dipartimento Salute Mentale di Grosseto
- Fondo Gabriella Cerchiai
- Fondo associazioni femminili
- Fondo Ardigò Giovanni Dalla Pozza
- Fondo Resistenza in Maremma
- Fondo/Archivio migranti della Rugginosa
- Fondo del Centro di documentazione di Barbanella
- Fondi documentari in copia:
  - Fondo Paolo Galeazzi
  - Fondo Aureliano Santini
  - Fondo bombardamento di Grosseto
  - Fondo antifascisti toscani nella guerra civile spagnola
  - Fondo associazioni femminili

## Amministrazione

### Presidenti
| Presidente         | Periodo           | Periodo           | Note   |
| Presidente         | Inizio            | Fine              | Note   |
| ------------------ | ----------------- | ----------------- | ------ |
| Francesco Chioccon | giugno 1993       | 16 ottobre 2004   | [ 12 ] |
| Adolfo Turbanti    | 2004              | febbraio 2016     | [ 13 ] |
| Luca Verzichelli   | febbraio 2016     | 13 febbraio 2021  | [ 13 ] |
| Paolo Passaniti    | 13 febbraio 2021  | 10 settembre 2021 | [ 14 ] |
| Lio Scheggi        | 10 settembre 2021 | in carica         | [ 15 ] |

### Direttori
| Direttore         | Periodo          | Periodo          | Note          |
| Direttore         | Inizio           | Fine             | Note          |
| ----------------- | ---------------- | ---------------- | ------------- |
| Luciana Rocchi    | giugno 1993      | settembre 2016   | [ 16 ]        |
| Valerio Entani    | settembre 2016   | marzo 2017       | [ 18 ] [ 19 ] |
| Loriano Valentini | 18 maggio 2019   | 13 febbraio 2021 | [ 20 ]        |
| Ilaria Cansella   | 13 febbraio 2021 | in carica        | [ 14 ]        |